# 대단한 펠릭스
대단한 펠릭스(Drole De Felix)는 프랑스에서 제작된 Olivier Ducastel, Jaques Martineau 감독의 2000년 영화이다. 사미 부아질라 등이 주연으로 출연하였고 필립 마틴 등이 제작에 참여하였다.

## 출연

### 주연
- 사미 부아질라
- 파타슈
- 아리안 아스카리드

### 조연
- 모리스 베니초우

## 제작진
- 의상: 줄리엣 샤노드